# Shannon Vreeland
Shannon Vreeland (n. 15 noiembrie 1991, Saint Louis, Missouri, SUA) este o înotătoare ce a reprezentat Statele Unite ale Americii, medaliată olimpică. A participat la o ediție a Jocurilor Olimpice (2012) în care a câștigat o medalie de aur.

## Participări
Lista de mai jos prezintă principalele competiții la care a participat Shannon Vreeland de-a lungul carierei.
- Jocurile Olimpice de vară din 2012